# Caccinia macranthera
Caccinia macranthera är en strävbladig växtart som först beskrevs av Joseph Banks och Sol., och fick sitt nu gällande namn av August Brand. Caccinia macranthera ingår i släktet Caccinia och familjen strävbladiga växter.

## Underarter
Arten delas in i följande underarter:
- C. m. crassifolia
- C. m. glauca